# ビジャ・クレスポ
ビジャ・クレスポ(Villa Crespo)は、アルゼンチンの首都ブエノスアイレス自治市の中央部にある地区（バリオ）である。コムーナ15に属している。2001年の調査による人口は89,859人であり、人口密度は23,235人/km2である。中流階級住民が多い地区である。

## 別称問題
ブエノスアイレスでもっとも華やかなパレルモ地区のすぐ南西にあり、ビジャ・クレスポ地区は「パレルモ・クイーンズ」と呼ばれることがあるが、この正式な地区名称とは異なる屋号が、地区協会とブエノスアイレスのオンブズマンの歴史研究所の反発を引き起こした。紛らわしい広告の発行を認可されていた14の不動産業者に対して、消費者競争法と公正取引法違反、さらに地区境界法や観光者保護法違反だとして決議2549/07が発せられた。パレルモ地区はより高価な地区とされているため、パレルモ地区の一部であるかのような名称を用いることで、例えば、より高額の賃料を請求することが許されると考えられていた。

## 歴史
地区は1888年設立の国立靴工場を中心に成長した。最初はサン・ベルナルド(San Bernardo)地区という名称であり、その後、ブエノスアイレスのアントニオ・F・クレスポ市長に因んで現在の地区名に変更された。1894年4月11日、市民にベルナルド教会が開かれた。ビジャ・クレスポ地区にはいくつかの集合住宅があり、パローマ集合住宅がもっとも有名である。ビジャ・クレスポ地区は伝統的にユダヤ人コミュニティと結び付けられている。いくつかのシナゴーグ（ユダヤ教の礼拝堂）やヘブライ語学校があり、若者運動が行なわれている。しかし、1930年代まで、ユダヤ人のアルゼンチンへの移民は最小限に抑えられており、その年代までは農業植民や他の農村活動がほとんどだった。実際、ブエノスアイレスの他地区と同様に、ビジャ・クレスポ地区は異なる民族が混合して住んでいる。1980年代まで、スカラブリーニ・オルティス通り（旧カンニング通り）は衣料品商業の中心地だったが、長年に渡って力強さを失っている。2001年に公開された映画『ボリビア』はビジャ・クレスポ地区で撮影された。

## 地理
フアン・B・フスト通りは、大規模な洪水を防ぐために埋設されたマルドナード下水溝の上を通っている。歴史ある地区のサッカークラブはCAアトランタである。商業の中心地はまだスカラブリーニ・オルティス通りとコリエンテス通りの角であり、この2本の道路は地区の主要な交通手段でもある。ビジャ・クレスポ地区のムリージョ通り周辺には何軒かの皮革衣料品店が立地しており、ワルネス通りには多くの自動車部品店が立地している一方、地区には相対的に公園や広場が欠けている。

## 出身人物
- サルバドール・ベネディット - 実業家。
- フリアン・ボウルデウ - 警察庁長官。
- レミヒオ・イリオンド - 教育者、ジャーナリスト。
- オスバルド・プグリエーセ – タンゴピアニスト。
- レオポルド・マレチャール – 作家。自身の多くの作品にビジャ・クレスポ地区を登場させている。
- フアン・ヘルマン – 詩人。2007年にセルバンテス賞を受賞した。

## ギャラリー

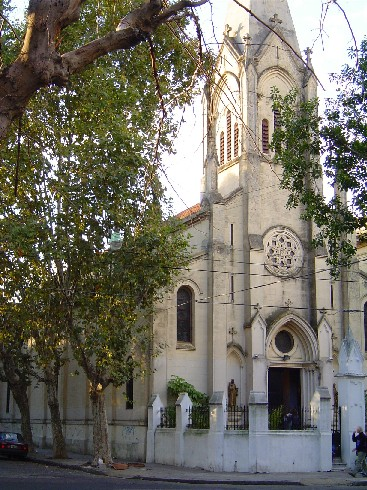
ビジャ・クレスポ地区のセント・ジョセフ教会
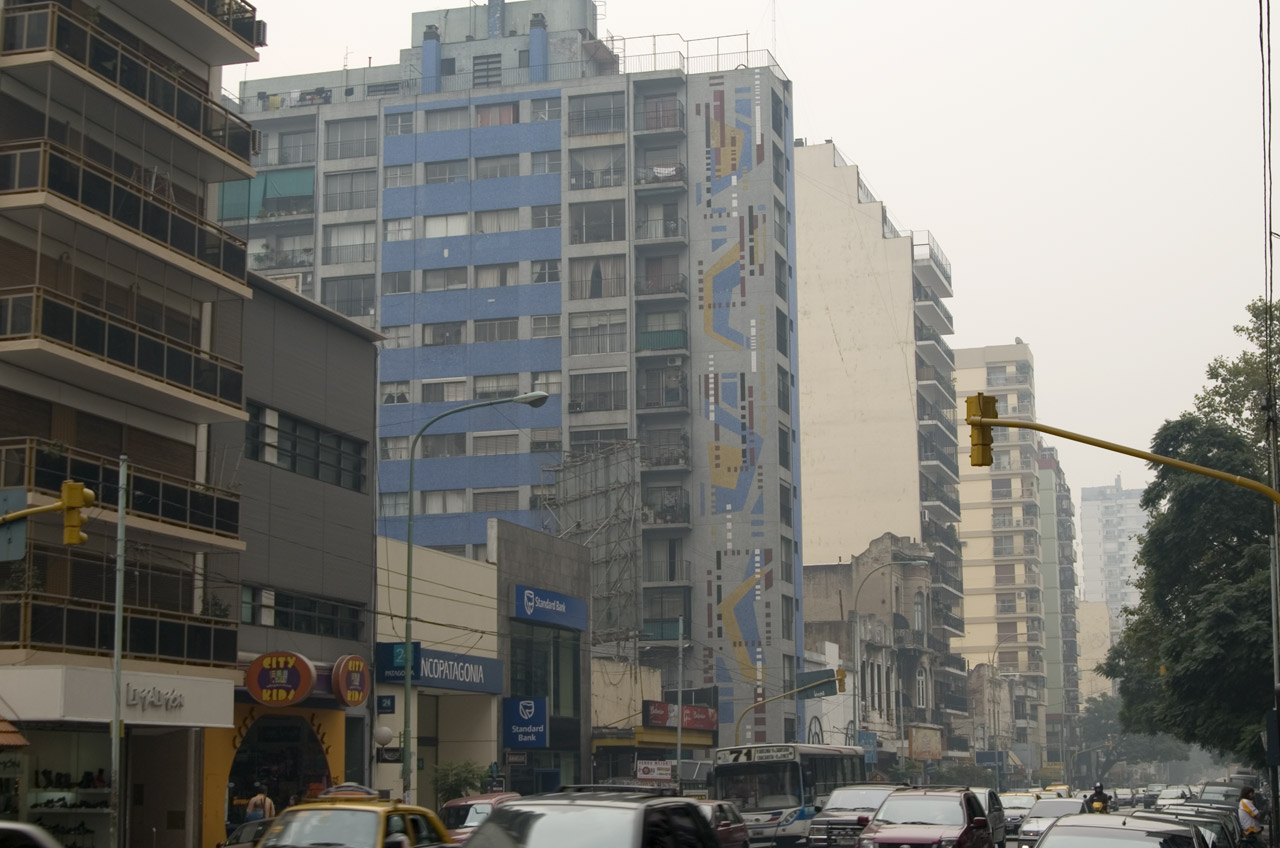
コリエンテス通りのアパート
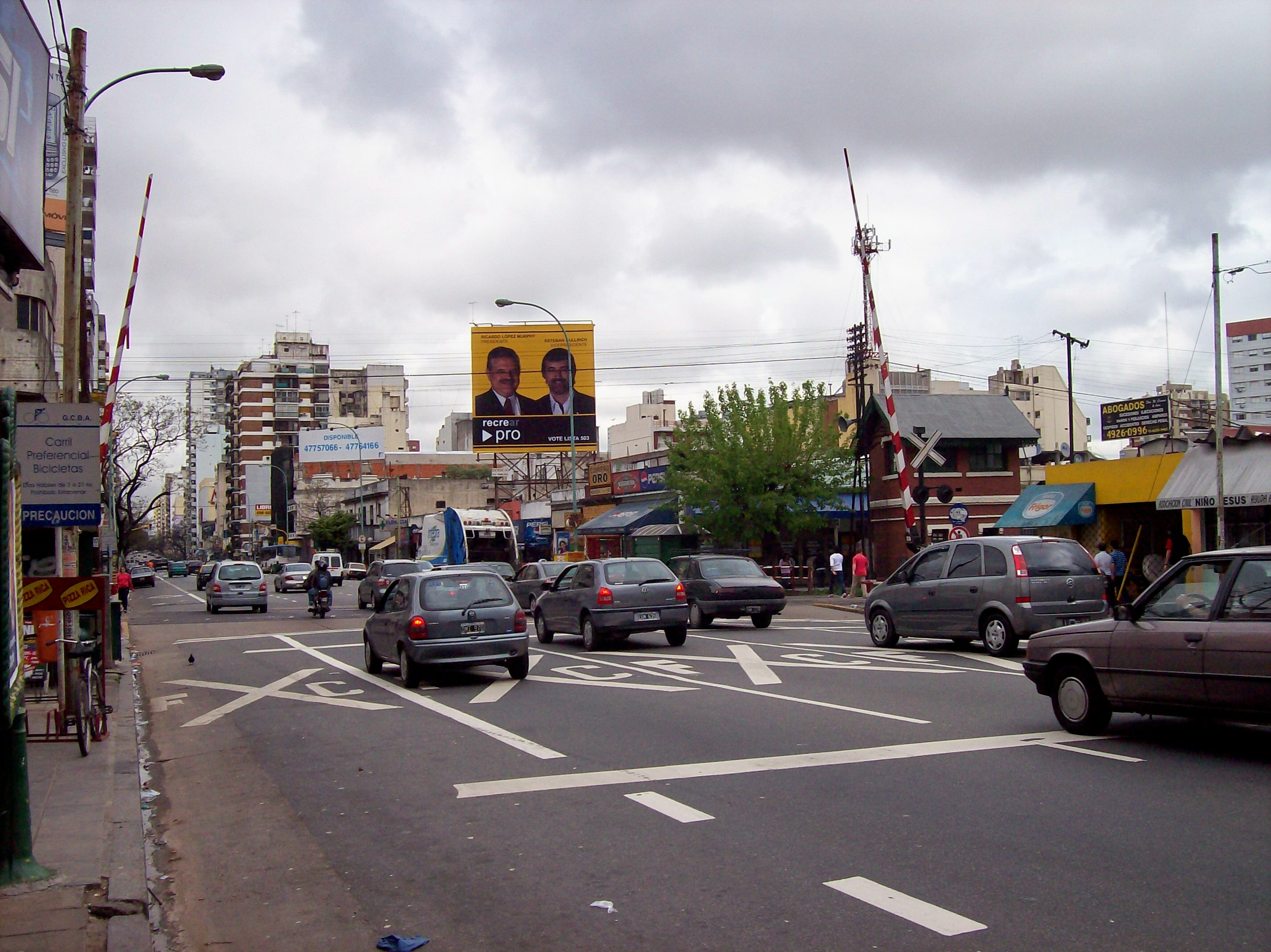
コリエンテス通りの踏切
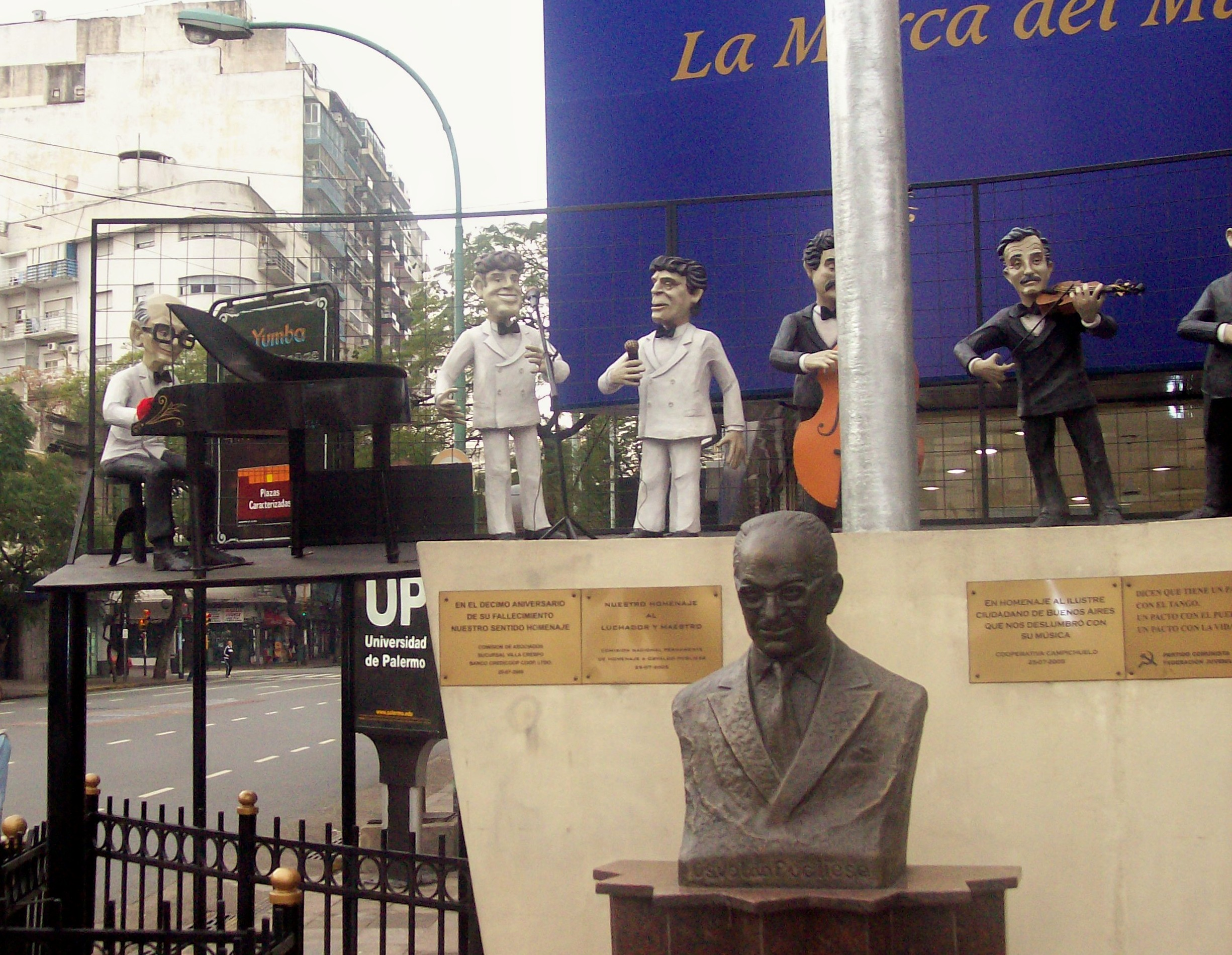
地区出身のタンゴピアニストであるオスバルド・プグリエーセの胸像